# صامويل موديكا
صامويل موديكا (بالإيطالية: Samuele Modica)‏ (5 يوليو 1991 - ) هو لاعب كرة قدم إيطالي في مركز الدفاع. لعب مع نادي ليفورنو ونادي فياريجو وCampobasso FC ‏.

## وصلات خارجية
- صامويل موديكا على موقع قاعدة بيانات كرة القدم.إي يو (الإنجليزية)